# Stephanie Held-Ludwig

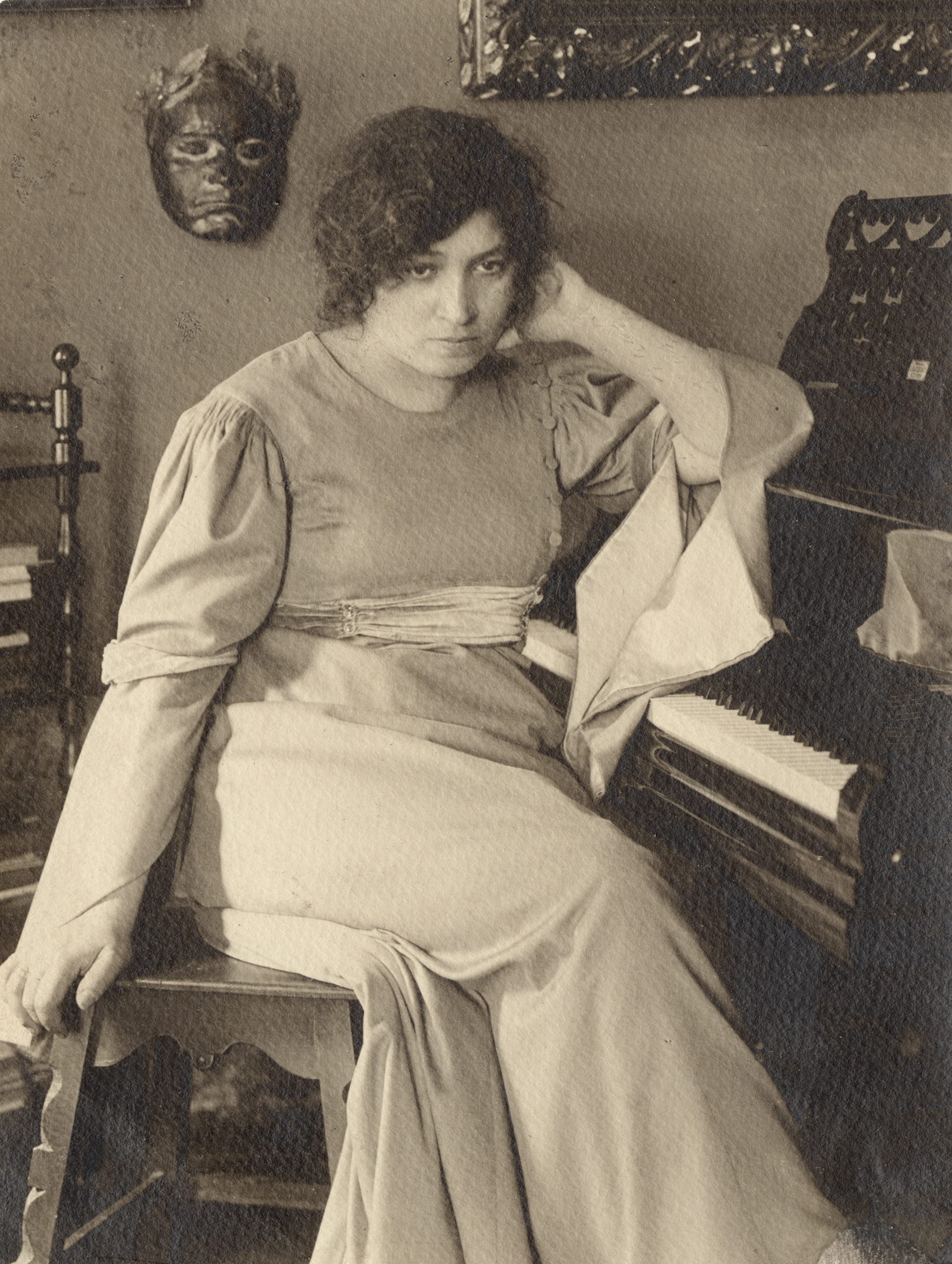
Stephanie Ludwig, Selbstporträt um 1910

Stephanie Pauline Held-Ludwig, geb. Edelstein (* 6. Dezember 1871 in Schaulen, Russisches Kaiserreich, heute Šiauliai, Litauen; † 16. Januar 1943 im KZ Theresienstadt), war eine Fotografin. Sie unterhielt in München das damals renommierte Atelier Veritas.

## Leben
Stephanie Pauline Edelstein war die Tochter von Joseph Edelstein und seiner Frau Sarah, geb. Isaak. Beide Eltern arbeiteten als Fotografen. Bislang fehlen Quellen, wann Stephanie Edelstein nach München übersiedelte oder wo sie eine Fotolehre absolvierte. Es liegt jedoch nahe, dass sie das Handwerk bei ihren Eltern erlernte. Dass ihr Fotoatelier Veritas bereits 1899 existierte und dass Stephanie Edelstein sich schon früh in der Frauenbewegung engagierte, beweist eine Anzeige in der Allgemeinen Zeitung, wo neben dem Atelier Elvira auch ihr Studio als Verkaufsstelle für Karten für den Allgemeinen Bayerischen Frauentag genannt wird.

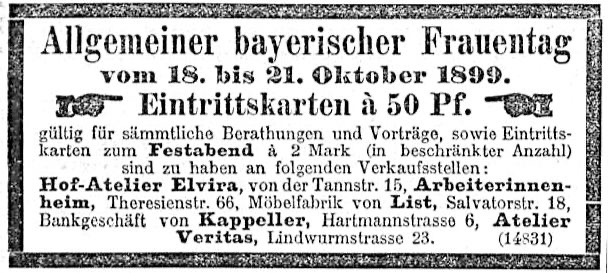
Inserat in der Allgemeinen Zeitung vom 12. Oktober 1899

Ebenso engagierte sie sich im Münchner Verein für Fraueninteressen, wie die Mitgliederlisten von 1899 bis 1913 zeigen.

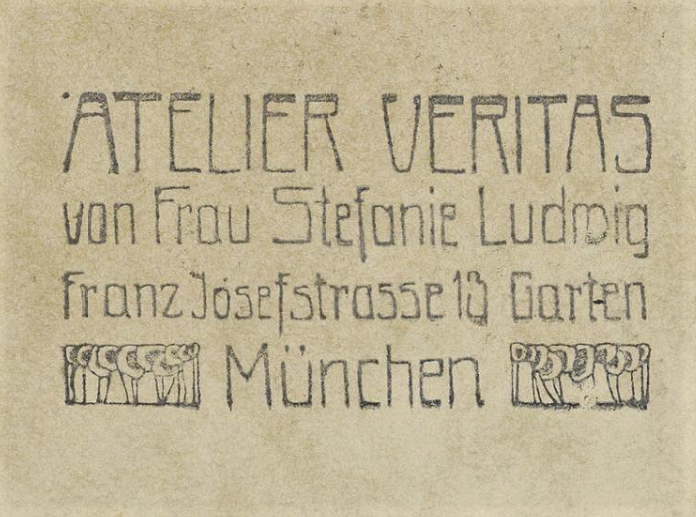
Atelier Veritas – Aufkleber auf einer Fotorückseite

Am 29. Oktober 1900 heiratete Stephanie Edelstein nach dreijähriger Verlobungszeit den Arzt für Nerven- und Gemütsleiden Arthur Ludwig (1874–1930). Am 26. Januar 1902 kam der gemeinsame Sohn Werner Ralf Lucian zur Welt. Sein Taufpate war der Reformpädagoge und Gründer der Odenwaldschule Paul Geheeb, mit dem das Ehepaar eng befreundet war. Alexandra Schöfberger vermutet, dass Arthur Ludwig, selbst ein leidenschaftlicher Amateurfotograf, ein „großer Förderer ihrer Fotografie“ war.
Das Fotoatelier Veritas befand sich zunächst in der Lindwurmstraße 23, 1903 folgte der Umzug in die Franz-Joseph-Straße 13. Zu Stephanie Ludwigs beruflichem Erfolg mag das Ansehen des Ehemannes beigetragen haben, der ein „Ärztliches Familienheim“ in der Leopoldstraße 42 unterhielt, das als eines der Zentren des geselligen Münchner Nachtlebens galt.

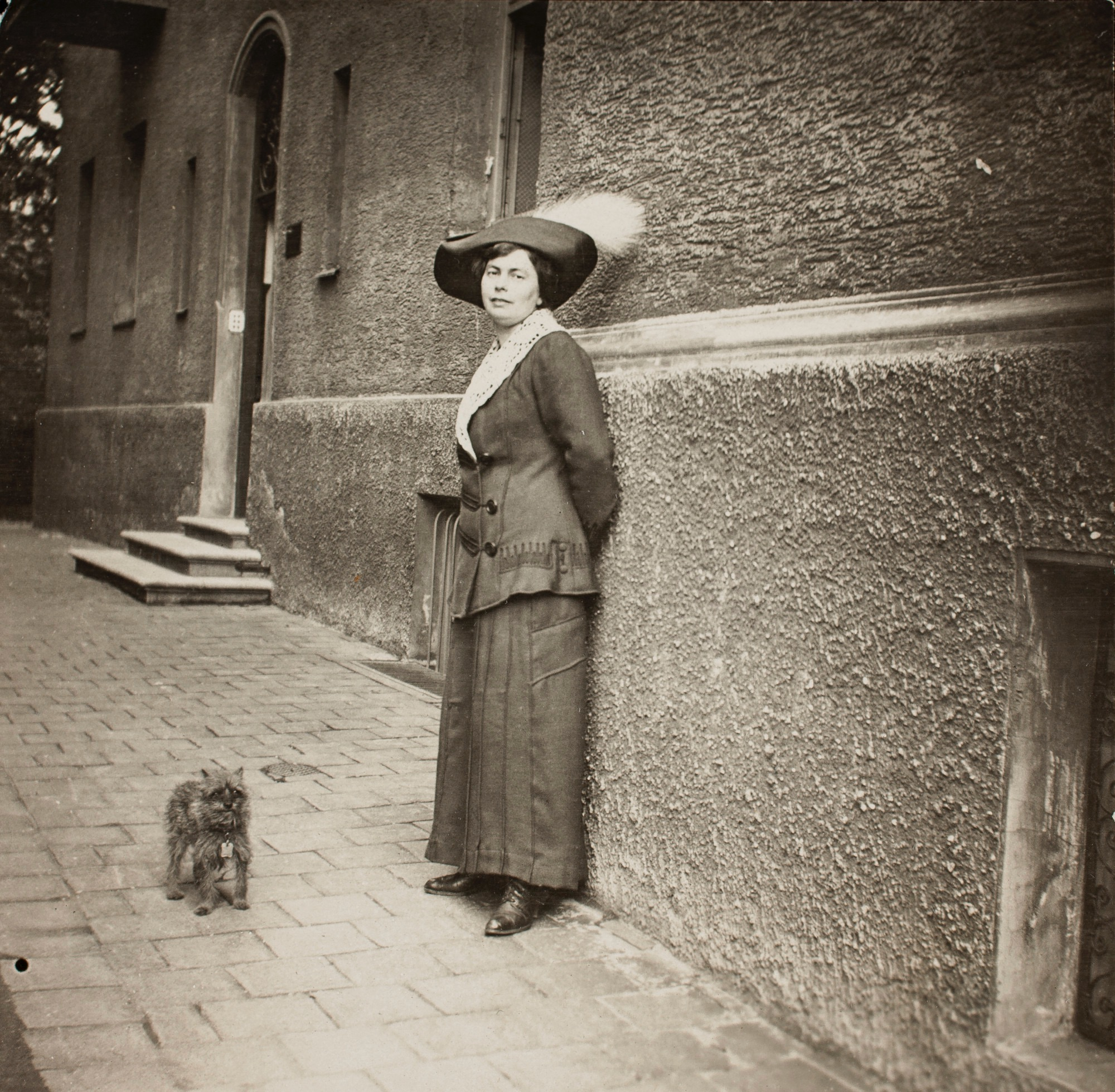
Stephanie Ludwig, Frau mit Hund auf einer Straße, um 1912

Die Fotografin nahm viele Gelegenheiten wahr, ihre Bilder auszustellen. Ein Höhepunkt in ihrer Karriere war die Verleihung der Goldenen Medaille für ihre Porträts der Tänzerin Ruth St. Denis bei der Internationalen Photographischen Ausstellung 1909 in Dresden. Im folgenden Jahr, am 4. April 1910, erfolgte die Scheidung von Arthur Ludwig. Die Freundschaft zu ihm blieb jedoch erhalten. Ein Jahr später heiratete sie den Schriftsteller und späteren Gründer der Monacensia Hans Ludwig Held; diese zweite Ehe wurde 1923 geschieden.
Bislang fehlen noch viele biographische Daten zu Stephanie Held-Ludwig. Bekannt ist, dass das Atelier Veritas 1914 in die Leopoldstraße 44 umzog. Dort wohnte die Fotografin ab 1923 auch selbst. Sie vermietete außerdem Zimmer, so war Edgar Weil 1928 bis 1929 ihr Untermieter. Von 1932 bis 1936 lebte Held-Ludwig in Starnberg, dann folgten weitere Umzüge in die Josefstraße 40 in Aubing, in die Giselastraße 12/III, die Ohmstraße 7 und in die Dachauer Straße 46/III. Der häufige Wohnungswechsel stand vermutlich in Zusammenhang mit den beruflichen Einschränkungen, die ihr in der NS-Diktatur als Jüdin auferlegt wurden, bis sie sich schließlich völlig zurückziehen musste.
Am 22. Juli 1942 wurde sie ins KZ Theresienstadt deportiert. Dort starb sie am 16. Januar 1943 an einer „Theresienstädter Krankheit“, womit Bakterienruhr, Typhus oder eine Lungenentzündung gemeint sein könnte.

## Schaffen

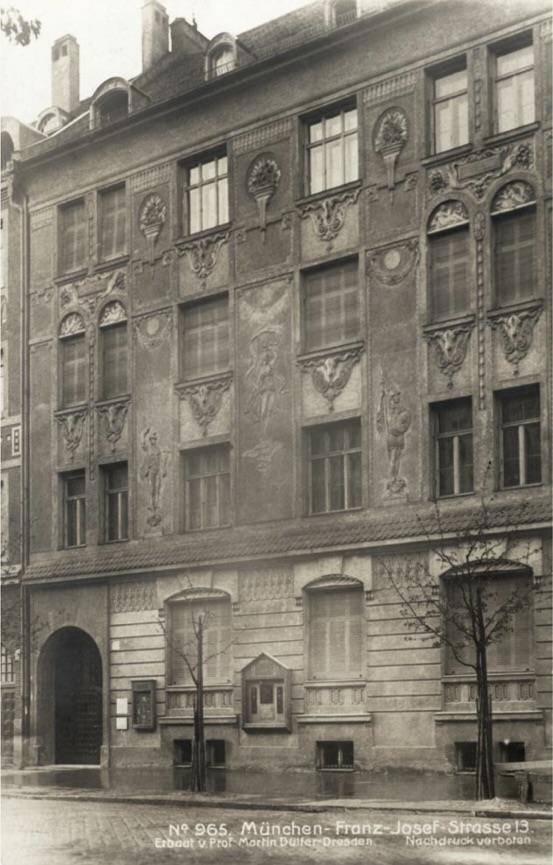
Von 1903 bis 1914 – das Atelier Veritas im Hinterhaus der Franz-Joseph-Straße 13

Der Ateliername „Veritas“, lateinisch für „Wahrheit“, war Programm. Stephanie Held-Ludwig ging es bei ihren Porträts nicht um beeindruckende Posen, sondern darum, das Wahre, also Lebensechte eines Menschen einzufangen. Kunstkritiker rühmten die Qualität ihrer Fotografien. Fritz von Ostini äußerte sich 1908 über Stephanie Ludwigs Fotos: „Die Bilder sind wunderschön im Ton und von einer künstlerischen Ungezwungenheit und Lebenstreue, welchen den stolzen Namen des Ateliers – ‚Veritas‘ vollauf rechtfertigt.“ 1911 stand in den Münchner Neuesten Nachrichten zu lesen: „Der hervorstechendste Zug dieser Porträtaufnahmen ist ihre wundervolle Wiedergabe des Psychologischen und Charakteristischen; eine Reihe der Bilder sind von absolut schlagender Wirkung.“ Im gleichen Jahr fotografierte Stephanie Ludwig für Westermanns Monathefte auch eine Serie mit Puppen von Käthe Kruse, die lebensecht nach den Entwürfen des Künstlers Max Kruse erst im Vorjahr auf den Markt gekommen waren. 1912 berichtete die Allgemeine Zeitung, Held-Ludwigs Aufnahmen seien „einfache Porträts, aber so fein in der Auffassung des Charakters und so liebevoll in der Ausarbeitung, dass sie an und für sich wie Kunstwerke wirken“.
Anders als das Atelier Elvira waren das Atelier Veritas und seine Inhaberin lange Zeit fast vergessen. Ulrich Pohlmann, Leiter der Sammlung Fotografie des Münchner Stadtmuseums, schrieb über Stephanie Held-Ludwig, sie zähle zu jenen wenigen „emanzipierten Frauen, deren Kreativität sich mit den etablierten männlichen Kollegen messen konnte“.

## Fotos aus dem Atelier Veritas
Alexandra Schöfberger schrieb, die feinfühlige Porträtfotografie von Stephanie Held-Ludwig sei exemplarisch für den piktorialistischen Stil der Zeit, der das Ziel hatte, die Fotografie als Kunstform zu etablieren. Die bekannten Namen der von ihr Porträtierten zeugen von dem guten Ruf, den das Atelier Veritas hatte: Karl von Frisch, Max Kruse, Paul Le Seur, Ludwig Thuille, Friedrich Naumann, Bernhard Dernburg, Oswald Spengler, Georg Kerschensteiner, Johannes Müller,  Clotilde von Derp, Lena Christ, Ricarda Huch, Isolde Kurz, Fanny Moser, Thomas Mann, Ludwig Thoma, Otto Julius Bierbaum, Alfred Walter Heymel oder Hans Thoma. Viele ihrer Fotos sind jedoch bis heute verschollen oder nur noch als Reproduktion erhalten.

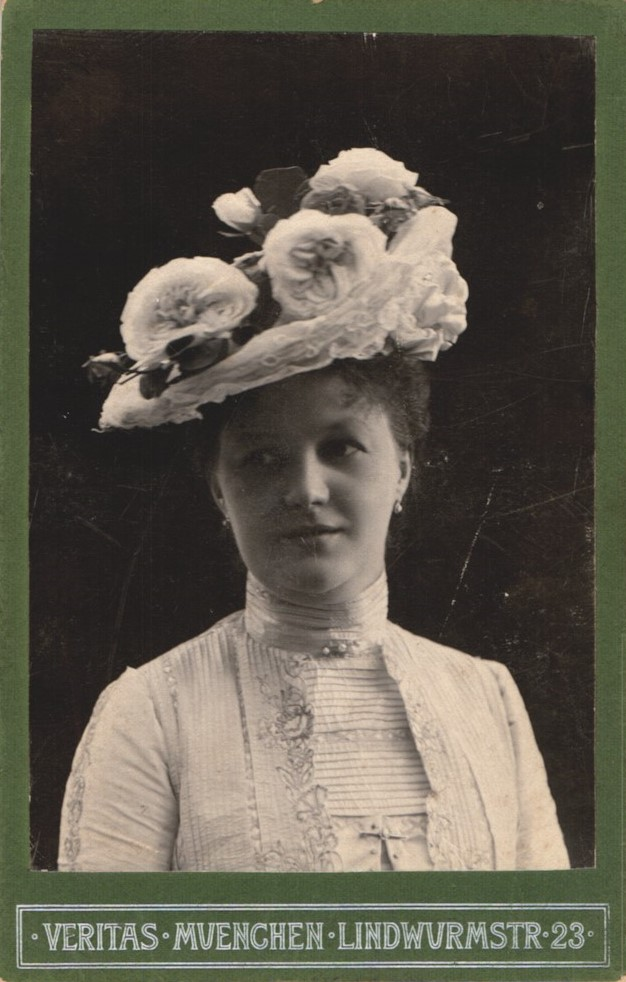
Bürgerliche Dame mit Hut
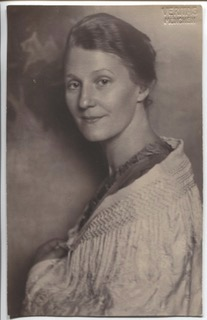
Die Schriftstellerin Lena Christ
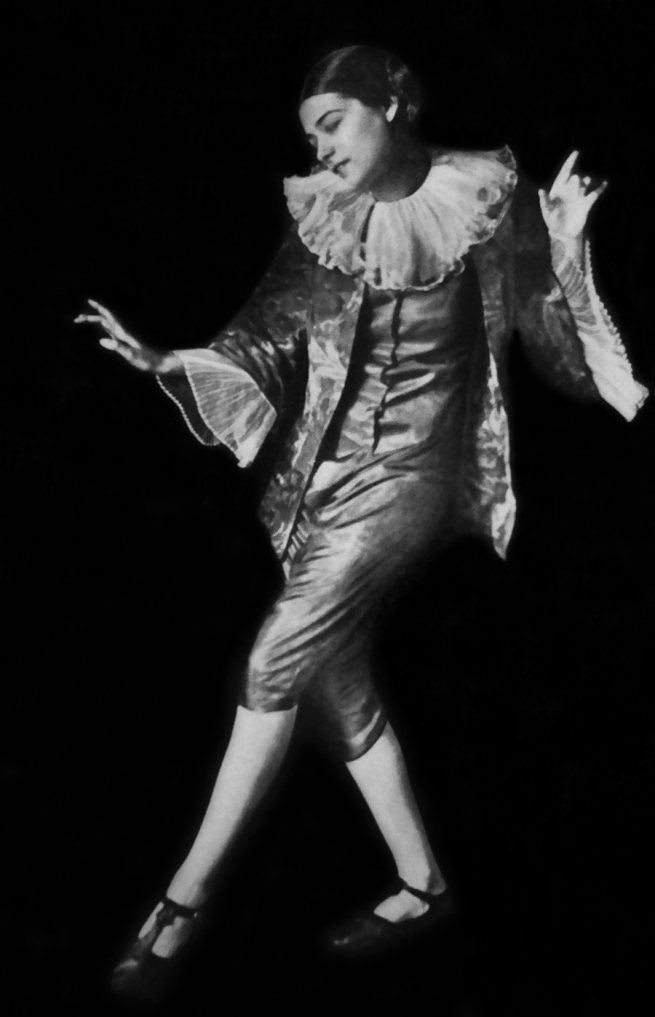
Die Tänzerin Clotilde von Derp
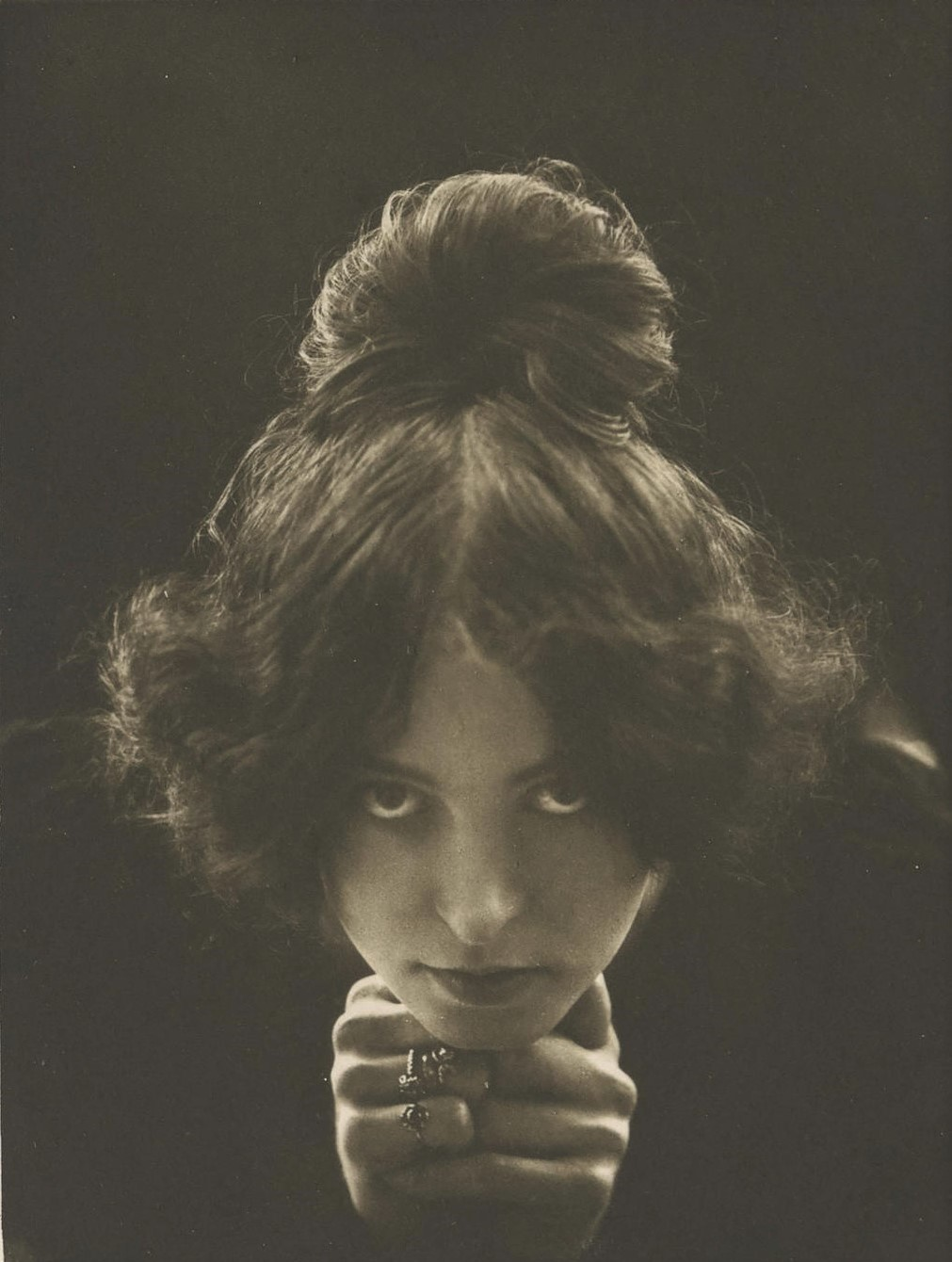
„Kätzchen“
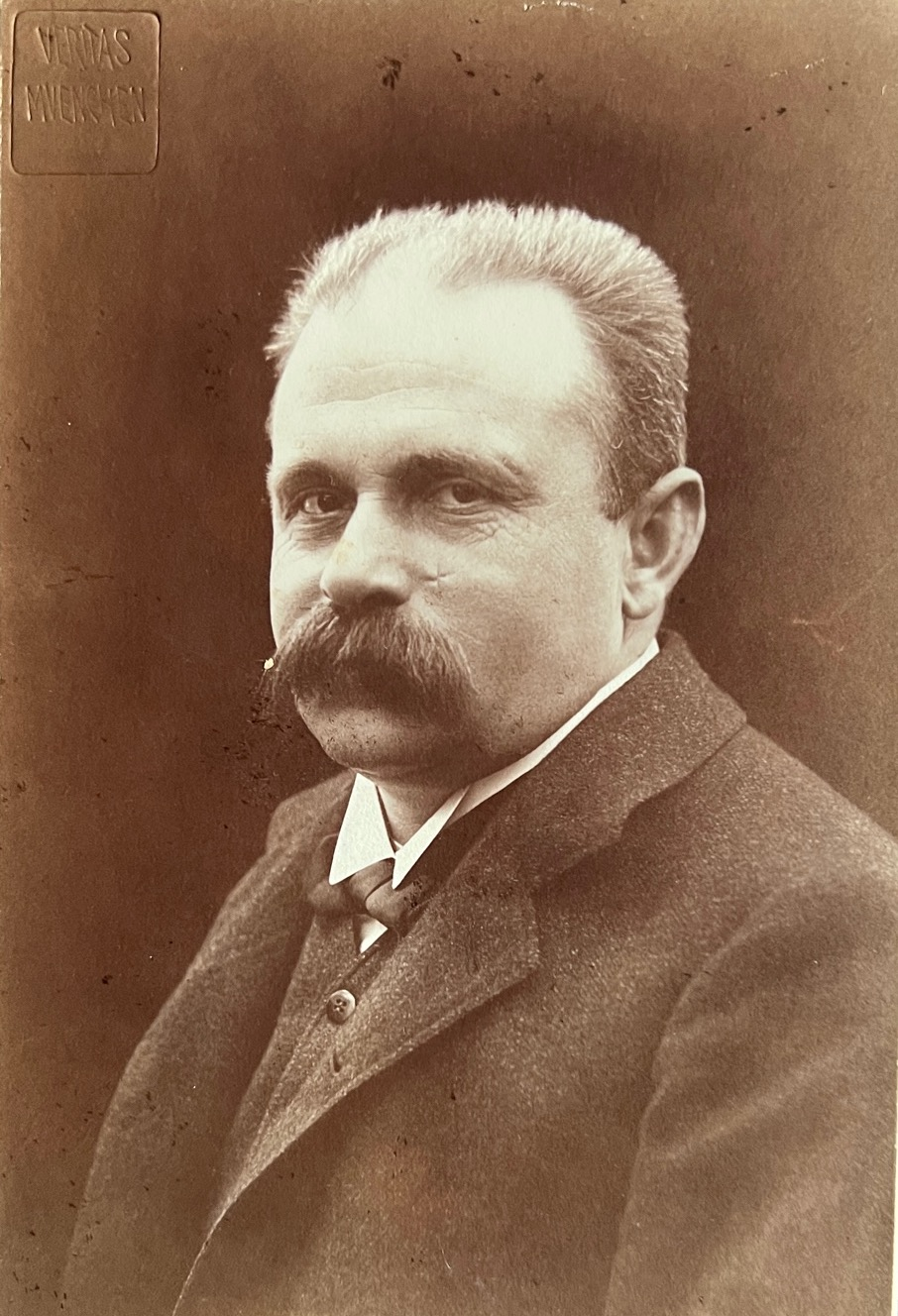
Der Theologe Johannes Müller
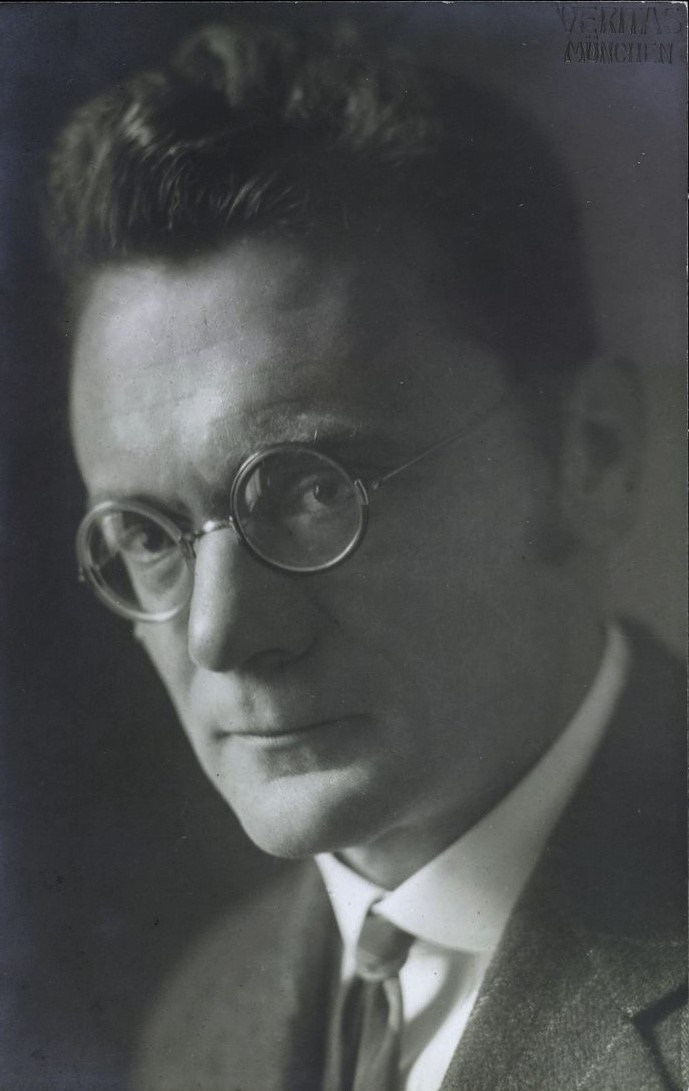
Der Zoologe Karl von Frisch
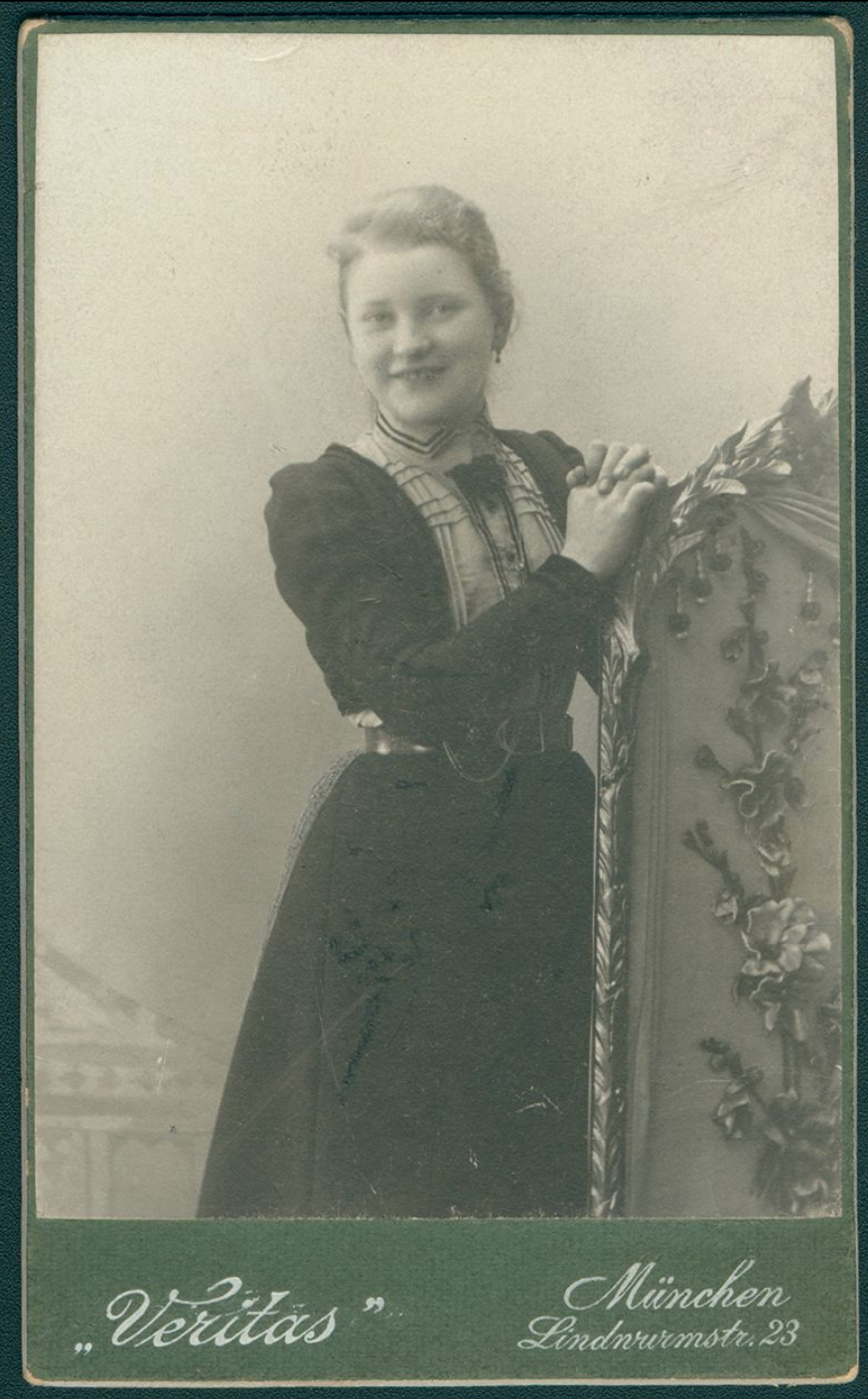
Junge Frau
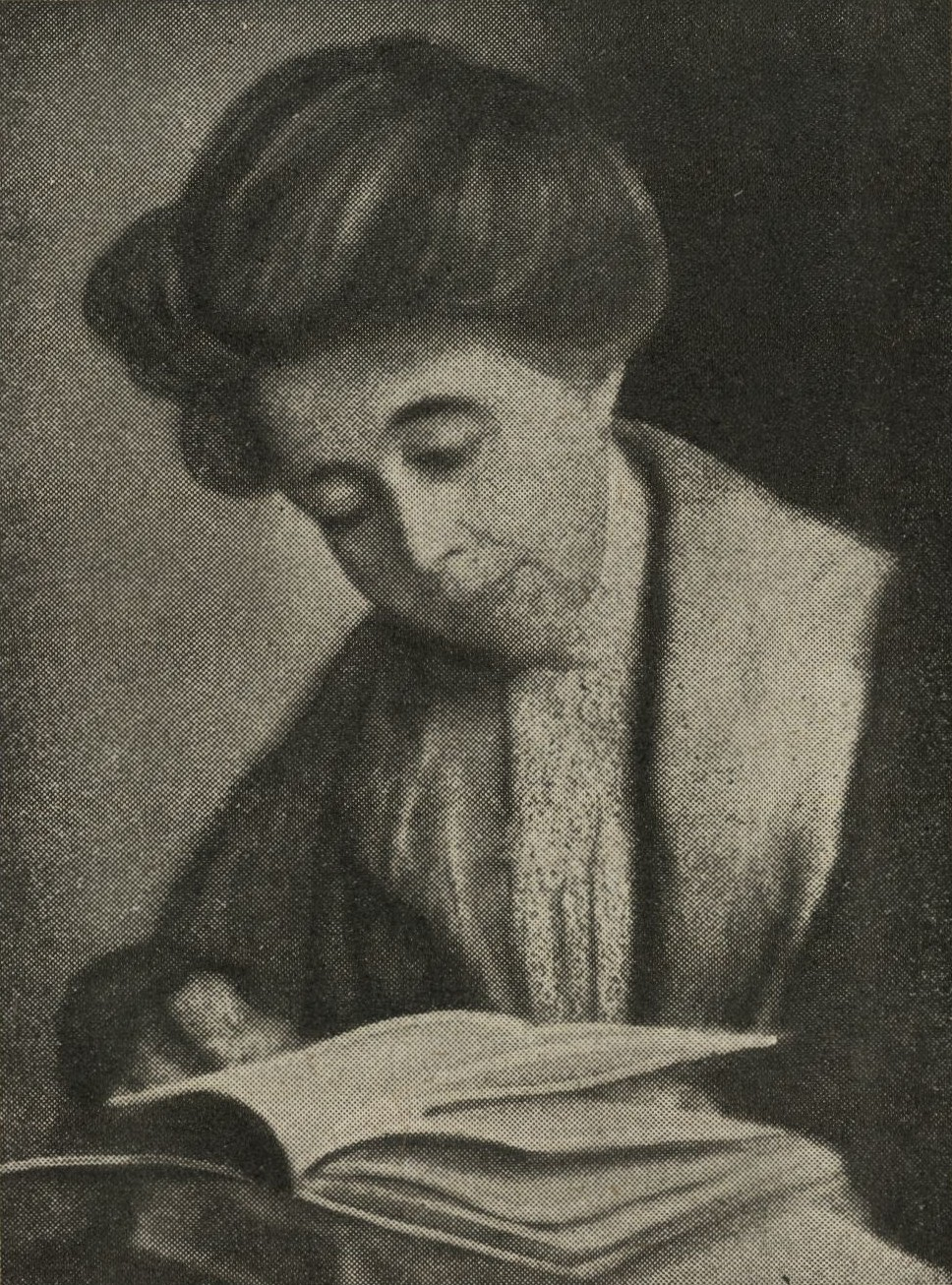
Die Schriftstellerin Ricarda Huch